# Bittium proteum
Bittium proteum là một loài ốc biển, là động vật thân mềm chân bụng sống ở biển thuộc họ Cerithiidae.

## Miêu tả
Loài này có kích thước giữa 5 mm và 7 mm

## Phân bố
Chúng phân bố ở Biển Đỏ, Vịnh Aden và Địa Trung Hải